# Toyota (Aichi)
 For alternative betydninger, se Toyota (flertydig). (Se også artikler, som begynder med Toyota)
Toyota (豊田市 Toyota-shi) er en by i Japan med 422.106 (2021) indbyggere. Byen er lokaliseret i Aichi-præfekturet en times transport øst for hovedbyen Nagoya.
Toyota Motors væsentligste fabrik, Tsutsumi-fabrikken, findes her. De langvarige nære bånd mellem Toyota Motor Corporation og byen for Toyota-shi, tidligere kendt som Koromo (挙母市 Koromo-shi), gav byen dens navn.
Toyota Motors hovedkvarter findes i byen.

## Historie
1. marts 1951 fik Koromo bystatus. Den tilstødende landsby Takahashi blev underlagt Koromo 30. september 1956. Pga. berømtheden og den store økonomiske betydning af byens største arbejdsgiver, så skiftede Koromo (挙母市) navn til Toyota 1. januar 1959.

## Uddannelse
- Aichi Gakusen University
- Aichi Institute of Technology
- Toyota National College of Technology
- Aichi Mizuho College
- Ohkagakuen University – Toyota-campus
- Chukyo University – Toyota-campus
- Japanese Red Cross Toyota College of Nursing

## Sportsfaciliteter
- Toyota Stadium

## Attraktioner
- Toyota Municipal Museum of Art
- Toyota Automobile Museum